# Asura bougainvillei
Asura bougainvillei är en fjärilsart som beskrevs av Rothschild 1913. Asura bougainvillei ingår i släktet Asura och familjen björnspinnare. Inga underarter finns listade i Catalogue of Life.